# The Chemical Brothers
The Chemical Brothers è un duo britannico di musica elettronica, composto da Ed Simons (Londra, 9 giugno 1970) e Tom Rowlands (Kingston upon Thames, 11 gennaio 1971).
Sono riconosciuti, assieme ai Prodigy, a Fatboy Slim e ai Crystal Method, fra i maggiori esponenti del cosiddetto big beat, stile musicale che incrocia influenze techno, trip-hop e rock facendo un largo uso di breakbeat e sonorità psichedeliche.
Sono inoltre divenuti famosi per i loro live-set di alta qualità.
Per sei anni (di cui tre consecutivi) sono comparsi nella classifica Top100Djs di Dj Magazine con il piazzamento più alto al n°25 nel 1999.

## Storia

### Prima dei Chemical Brothers
Ed Simons è nato a Londra nel 1970.
In gioventù le sue due principali passioni furono la musica e gli aeroplani.
In seguito Simons sviluppò una predilezione per il groove e l'hip hop, frequentando, all'età di 14 anni, un club chiamato The Mudd Club, e una volta terminati gli studi, i suoi riferimenti musicali furono i New Order e gli Smiths.
Tom Rowlands, compagno di studi di Simons, è nato a Kingston upon Thames nel 1971.
Successivamente la sua famiglia si trasferì a Henley.
Da ragazzino Rowlands fu quasi ossessionato dalla cultura scozzese, in particolare dalle cornamuse; più tardi si interessò anche ad altri generi fra cui la colonna sonora di Oh What a Lovely War, lo stile musicale 2 tone ska e la produzione elettronica di Heaven 17, Kraftwerk, New Order e Cabaret Voltaire.
Nella sua tarda giovinezza apprezzò anche i Jesus and Mary chain.
Cominciò quindi a collezionare dischi hip hop, di artisti come Eric B e Schoolly D, ma fu anche un estimatore di My Bloody Valentine.
Successivamente anche Rowlands si recò all'Università di Manchester per continuare gli studi, attirato dalla vivace scena musicale, nota come "Madchester", creatasi nella città in quegli anni.
Rowlands, prima di incontrare Simons, fece parte di un gruppo chiamato Ariel. 
Il loro primo singolo fu Sea of Beats; la maggior parte dei loro pezzi fu pubblicata come singoli da 12 pollici, tra questi si ricordano 
Mustn't grumble e Rollercoaster.
La loro etichetta discografica, deConstruction, spinse per introdurre nella formazione degli Ariel una cantante, e dopo alcuni pezzi poco incisivi come Let it slide (in seguito etichettato da Rowlands in maniera molto negativa), la band si sciolse.
Uno dei loro ultimi lavori fu T Baby, in seguito remixata dal duo.

### I primi lavori
Rowlands e Simons si conobbero all'Università di Manchester. I due membri cominciarono a lavorare come DJ in un club chiamato Naked Under Leather (posto nel retro di un pub) nel 1992.
Il duo proponeva musica techno, house e hip hop.
Rowlands e Simons decisero di chiamarsi The Dust Brothers, in relazione ai già noti Dust Brothers, famosi per aver collaborato con i Beastie Boys. In seguito, però, nel 1995, furono costretti a cambiare nome in "Chemical Brothers" a causa della loro crescente fama e delle minacce di azioni legali dai reali Dust Brothers.
Dopo qualche tempo, non trovando più pezzi hip hop strumentali da utilizzare nei loro DJ set, decisero di creane di propri.
Usando un impianto stereo Hitachi, un computer, un campionatore e una tastiera, registrarono Song to the Siren che conteneva dei campioni da pezzi dei Meat Beat Manifesto.
Song To The Siren fu distribuita dalla loro propria etichetta discografica battezzata "Diamond Records" (dal soprannome di Ed).
Nell'ottobre 1992, stamparono una edizione white label da 500 copie e le portarono in vari negozi di musica dance di Londra, ottenendo un riscontro negativo.
Spedirono anche una copia ad un DJ londinese, Andrew Weatherall, che ne fece un tassello fondamentale per i suoi dj set e firmarono un contratto con l'etichetta discografica Junior Boy's Own, che distribuì "Song to the Siren" nel maggio del 1993, e contemporaneamente i due cominciarono a lavorare ai loro primi remix.
Il primo di essi fu Packet of Peace per il gruppo Lionrock, a ruota trattarono pezzi dei Leftfield, Republica e Sandals.
Nel tardo 1993, i Dust Brothers completarono la realizzazione dell'EP 14th Century Sky, pubblicato nel gennaio 1994.
In esso era contenuta la storica Chemical Beats, che stabilì il genere del duo come musica big beat, genere più tardi abbracciato anche da Fatboy Slim e molti altri.
L'EP contiene anche One Too Many Mornings che mostrò per la prima volta il lato meno intenso, più vicino al chill out, dei
Dust Brothers.
Sia One Too Many Mornings che Chemical Beats appariranno in seguito nel loro album di debutto, anticipato però da un altro EP, pubblicato nel tardo 1994, intitolato My Mercury Mouth.
Chemical Beats fece anche parte della colonna sonora della prima edizione di Wipeout, un noto videogioco per la console PlayStation, nel 1995.
Nell'ottobre 1994, i Dust Brothers divennero DJ resident nell'Heavenly Sunday Social Club di Londra, allora frequentato anche da Noel Gallagher, Paul Weller, James Dean Bradfield e Tim Burgess.
I Dust Brothers ottennero diverse richieste per remixare pezzi di varie formazioni tra cui Manic Street Preachers e Charlatans.
Due di questi remix, Jailbird dei Primal Scream e Voodoo People dei Prodigy, ottennero passaggi televisivi nel programma The Party Zone su MTV Europe nel 1995.

### DaDustaChemical
Nel marzo 1995, i Dust Brothers iniziarono il loro primo tour internazionale toccando gli Stati Uniti, dove suonarono con Orbital e Underworld, e l'Europa partecipando al alcuni festival.
In questo periodo i Dust Brothers, gli originali, minacciarono di intraprendere un'azione legale per l'uso del loro nome; Rowlands e Simons dovettero scegliere un nuovo nome in tutta fretta.
Decisero quindi di chiamarsi "The Chemical Brothers" riprendendo il nome del loro maggior successo, "Chemical Beats".
Nel giugno 1995, pubblicarono il loro quarto singolo, il primo come "The Chemical Brothers", Leave Home. Fu pubblicato dalla Junior Boy's Own, e fu il preludio all'uscita dell'album di debutto, oltre ad essere il primo singolo della band ad entrare nelle classifiche inglesi, arrivando fino alla posizione numero 17.

### Exit Planet Dust
Nel luglio 1995, i Chemical Brothers pubblicarono l'album di debutto, Exit Planet Dust (il titolo si riferisce al loro recente cambio di nome) sotto etichetta Freestyle Dust/Junior Boy's Own.
Entrò nelle classifiche inglesi alla nona posizione e si avvalse della collaborazione di Beth Orton per la parte vocale della canzone Alive Alone e raggiunse il traguardo di un milione di copie vendute nel mondo.
Poco dopo l'uscita dell'album i Chemical Brothers firmarono un contratto con la Virgin Records.
Per il loro singolo successivo, Life Is Sweet, nel settembre 1995, collaborarono con un Tim Burgees per la canzone.
Il singolo fu scelto come "singolo del mese" di ottobre per la testata Select Magazine.
Nell'agosto 1995, i Chemical Brothers parteciparono come DJ per il concerto degli Oasis a Sheffield. La situazione cominciò a scaldarsi quando divenne evidente che Liam Gallagher sembrava non apprezzare neanche un pezzo fra quelli proposti dal duo.
Gallagher li cacciò via dalla console e chiese ad un suo amico, un componente dei Verve, di continuare al loro posto.
Il nuovo DJ propose sonorità piuttosto particolari tendenti al genere psichedelico che risultarono poco gradite al pubblico.
Più tardi Simons riuscì a riprendere il controllo del DJ set proponendo Inspection: Check One dei Leftfield.
In questo periodo gli Stone Roses chiesero ai Chemical Brothers di remixare Begging You, tratta dal loro album Second Coming. Dopo aver iniziato il lavoro su un remix che ritenevano avesse del potenziale, gli Stone Roses cambiarono idea ed il progetto fu cancellato.
Nell'ottobre 1995 il duo ritornò all'Heavenly Sunday Social per una seconda e ultima serie di date come DJ. In seguito diventarono resident DJ all'Heavenly Social nella serata di sabato. In novembre, i Chemical Brothers si esibirono al teatro Astoria in Londra. A quel tempo usavano un mix di Chemical Beats e Tomorrow Never Knows dei Beatles come encore.
Appena prima del Natale 1995, suonarono nel loro più grande concerto, con i Prodigy, alla Brixton Academy.
Nel gennaio 2006, Exit Planet Dust fu certificato disco d'oro. Contemporaneamente pubblicarono anche l'EP "Loops Of Fury", la cui distribuzione fu limitata a 20 000 copie, ed entrò nella classifica inglese alla tredicesima posizione; il singolo conteneva anche un remix di Chemical Beats di Dave Clarke e due tracce inedite: Get Up On Like This e (The Best Part Of) Breaking Up.
Nel febbraio 1996, la rivista Select pubblicò una lista dei 100 migliori album degli anni novanta, nella quale Exit Planet Dust si classificò al 39º posto. Nell'agosto, i Chemical Brothers suonarono come gruppo di supporto per gli Oasis a Knebworth, per un pubblico di circa 125.000 persone.

### Setting Sun
Durante il festival di Glastonbury 1995, Rowlands e Simons ebbero un'altra conversazione con Noel Gallagher.
Gallagher dimostrò di aver apprezzato Exit Planet Dust e chiese di poter cantare in una loro canzone in futuro.
Benché tale prospettiva sembrasse piuttosto remota, a causa dei pressanti impegni discografici degli Oasis, in procinto di pubblicare (What's the Story) Morning Glory?, il duo lavorò su un pezzo ritenuto adatto ad avere una parte vocale.
Spedirono quindi una cassetta a Gallagher con una bozza della canzone: la mattina dopo furono richiamati con la disponibilità immediata per registrare il pezzo. La canzone divenne Setting Sun e venne pubblicata nell'ottobre 1996.
Entrò in cima alla classifica inglese, e fu il loro primo singolo a raggiungere la prima posizione. Setting Sun fu accompagnata da una versione strumentale più lunga e da un pezzo inedito dal titolo Buzz Tracks.
Poco tempo dopo alcuni rappresentanti legali dei Beatles scrissero al duo sostenendo un loro utilizzo di alcuni sample da Tomorrow Never Knows, tale accusa fu in seguito smentita da un musicologo assunto da Virgin.
Nel marzo 1997, uscì una seconda traccia tratta dal loro album di imminente uscita; Block Rockin' Beats debuttò in vetta alla classifica utilizzando un sample vocale da Schoolly D. NME lo nominò singolo della settimana e successivamente fu insignito di un Grammy Award come miglior rock strumentale.
Nel mercato statunitense la band ottenne risultati promettenti, Setting Sun arrivò alla posizione 80 della Billboard Top 100, con circa 80 000 copie vendute, un ottimo risultato per una band elettronica europea. Le vendite di Exit Planet Dust erano arrivate intorno alle 150 000 copie.
Nell'ottobre 1995 il duo ritornò all'Heavenly Sunday Social per una seconda e finale apparizione agli appuntamenti dei DJ. Essi poi diventarono resident DJ all'Heavenly Social tutti i sabati a Turnmills. In novembre, i Chemical Brothers suonarono all'Astoria Theatre a Londra. A quei tempi i Chems erano soliti usare una fusione tra i "Chemical Beats" e la canzone dei Beatles Tomorrow Never Knows come loro bis.

### Dig Your Own Hole
Il 7 aprile 1997 vide la luce il secondo album del gruppo, intitolato "Dig Your Own Hole" e registrato nello studio di registrazione personale del gruppo, nel sud di Londra. Il titolo è tratto dai graffiti presenti sui muri adiacenti. L'estate di quell'anno vide il gruppo occupato in una tournée negli Stati Uniti. In quello stesso periodo si riappacificarono con i Dust Brothers e chiesero loro di eseguire un remix del brano "Elektrobank", uno dei singoli tratti da questo secondo disco.
Nel dicembre del 2007 fu pubblicato un EP intitolato come l'ultimo brano dell'album, "The Private Psychedelic Reel", contenente anche una versione live di "Setting Sun". Nello stesso mese, dopo quattro date tutto-esaurito negli Stati Uniti, tengono un concerto anch'esso tutto-esaurito alla Brixton Academy di Londra.

### Altri remix
Nel 1998 lavorarono prevalentemente nell'esecuzione di remix, come quello di "I Think I'm In Love" degli Spiritualized, di "Delta Sun Bottleneck Stomp" dei Mercury Rev. Nel settembre 1998 fu pubblicata una raccolta contenente loro pezzi, remix così come canzoni che hanno influenzato il genere del gruppo. Nel maggio del 1999 si esibirono in tre date a Manchester, Sheffield e Brighton, e pubblicarono contemporaneamente un nuovo singolo, "Hey Boy, Hey Girl", influenzato principalmente dalla musica house piuttosto che dall'hip hop, che riscuote un gran successo raggiungendo la terza posizione della classifica dei singoli britannica.

### Surrender
Hey Boy, Hey Girl anticipa la pubblicazione del terzo album del gruppo, Surrender, nei negozi dal giugno 1999, che conteneva collaborazioni, per le parti vocali, di Noel Gallagher, Jonathan Donahue dei Mercury Rev e di Hope Sandoval dei Mazzy Star. Così come preannunciato dal primo singolo estratto "Hey Boy, Hey Girl", l'album risulta orientato maggiormente verso la musica house rispetto al classico hip hop, e contiene canzoni diventate poi delle vere hit in Gran Bretagna, come Out of Control che includeva la partecipazione di Bernard Sumner dei New Order supportato da Bobby Gillespie dei Primal Scream, o "Let Forever Be", il cui video diretto da Michel Gondry fu oggetto di molte attenzioni. L'album ha raggiunto la prima posizione della classifica britannica e tra i singoli spicca Music:Response, pubblicato come EP e contenente la title track più due remix, l'Electronic Battle Weapon 4 intitolato Freak of the Week e la traccia Enjoyed, un remix di Out of Control eseguito dagli stessi Chemical Brothers. Una copia di questo album è stata inserita nella capsula del tempo Blue Peter.

### Come with Us
Nel dicembre del 2000 fu diffuso il nuovo singolo del gruppo, It Began in Afrika. Questo precedette, insieme al singolo Star Guitar, la pubblicazione del quarto album, Come with Us, pubblicato nel gennaio del 2002 e a cui partecipò Richard Ashcroft dei The Verve e Beth Orton. Il disco ebbe meno successo dei precedenti, ma non mancò di raggiungere la prima posizione della classifica degli album britannica, vendendo 100 000 copie nella prima settimana. Durante la primavera del 2002 fu pubblicata come singolo la title track dell'album, remixata da Fatboy Slim, insieme, come doppia a-side, a The Test, mentre durante l'estate parteciparono a numerosi festival per promuovere l'album.
Alcune canzoni di questo disco sono state utilizzate in qualità di sottofondi per videogiochi.

### Dieci anni di Chemical Brothers
A cavallo tra il 2002 e il 2003 tornarono in sala d'incisione per lavorare alla nuova traccia, The Golden Path, insieme a Wayne Coyne dei The Flaming Lips, che verrà poi pubblicata come singolo nel settembre 2003 come supporto alla prima raccolta del gruppo, Singles 93-03, pubblicata contemporaneamente. Quest'album, che celebra i primi 10 anni di attività del duo, conteneva i principali singoli insieme a "The Golden Path" e un secondo inedito, "Get Yourself High". Fu pubblicata anche una versione in DVD della raccolta. 
Tra il 2003 e il 2004 i Chemical Brothers continuano a lavorare per remix, tra cui quello per Slow di Kylie Minogue, mentre esattamente un anno dopo la pubblicazione della loro raccolta, nel settembre 2004, pubblicano la Electronic Battle Weapon 7, contenente Acid Children.

### Push the Button
Il 2004 è l'anno dell'incisione del loro quinto album di inediti, Push the Button, che vedrà la luce nei primi mesi del 2005 e prevede collaborazioni, tra gli altri, di Tim Burgees, Kele Okereke e Anwar Superstar. Da quest'album è estratto il singolo Galvanize di grande successo, registrato con Q-Tip, che vince anche un Grammy Award come miglior brano dance. Altri singoli estratti da quest'album sono stati Believe e The Boxer, mentre alcuni brani come The Big Jump sono apparsi come colonne sonore di videogiochi.

### We Are the Night
Dopo la pubblicazione delle Electronic Battle Weapon numero 7, 8 e 9, i Chemical Brothers tornano in sala d'incisione per il loro sesto album di inediti. Intitolato We Are the Night, l'album raccoglie pareri discordanti poiché fortemente ispirato alla musica elettronica degli anni ottanta, raggiungendo però la consueta prima posizione nella classifica degli album britannica. Dall'album, che contiene collaborazioni di artisti come FatLip, Klaxons, Ali Love, Willy Mason e Midlake, vengono estratti due singoli: Do It Again e The Salmon Dance, quest'ultimo dai marcati accenti hip hop.

### Brotherhood
I Chemical Brothers, nel giugno del 2008, hanno comunicato l'imminente uscita della loro seconda raccolta intitolata Brotherhood, che sarà divisa in due dischi: del primo faranno parte 14 singoli, mentre nel secondo saranno inclusi tutti i brani delle Electronic Battle Weapon. Il singolo di lancio, che sarà anche la Electronic Battle Weapon 10, sara Midnight Madness.

### Further,HannaeDon't Think
Nel 2010 viene pubblicato Further a distanza di tre anni dall'ultimo album We Are The Night. Il nuovo disco, tuttavia, ottenne meno successo dei precedenti; i singoli estratti furono Swoon, Another World e Horse Power. Nel 2011 è stata pubblicata la colonna sonora Hanna, dell'omonimo film. Del 2012 è invece il disco live Don't Think.

### Born in the Echoes
Dopo diversi anni di assenza, il gruppo è tornato nelle radio nel 2015 con Go, brano musicale che ha anticipato l'uscita del disco Born in the Echoes e che ha ottenuto un buon riscontro commerciale e radiofonico.

### No Geography
Il 10 gennaio 2018, i Chemical Brothers hanno confermato la produzione del loro nono album, No Geography, su Instagram e altri social. Il disco venne preceduto dal singolo Free Yourself, uscito il 28 settembre 2018.
Il 7 marzo 2019 la Formula 1 annunciò una collaborazione con il duo, pubblicata il giorno successivo come canzone e singolo intitolata We've Got To Try.

## Discografia

### Album in studio
- 1995 – Exit Planet Dust
- 1997 – Dig Your Own Hole
- 1999 – Surrender
- 2002 – Come with Us
- 2005 – Push the Button
- 2007 – We Are the Night
- 2010 – Further
- 2011 – Hanna (soundtrack)
- 2015 – Born in the Echoes
- 2019 – No Geography
- 2023 – For That Beautiful Feeling

### Raccolte
- 1996 – Live at the Social Volume 1
- 1998 – Brother's Gonna Work It Out #7 UK (In The Compilations Chart), #95 US
- 2003 – Singles 93-03 #9 UK
- 2007 – B-Sides Volume 1
- 2008 – Brotherhood

### Live
- 2012 – Don't Think

### Singoli
- 1992 – Song to the Siren
- 1995 – Leave Home
- 1995 – Life Is Sweet (feat. Tim Burgess)
- 1996 – Setting Sun (feat. Noel Gallagher)
- 1997 – Block Rockin' Beats
- 1997 – Elektrobank
- 1997 – The Private Psychedelic Reel
- 1999 – Hey Boy Hey Girl
- 1999 – Let Forever Be (feat. Noel Gallagher)
- 1999 – Out of Control (feat. Bernard Summer)
- 2000 – Music:Response
- 2001 – It Began in Afrika
- 2002 – Star Guitar
- 2002 – Come with Us/The Test
- 2003 – The Golden Path (feat. The Flaming Lips)
- 2003 – Get Yourself High (feat. k-os)
- 2005 – Galvanize (feat. Q-Tip)
- 2005 – Believe
- 2005 – The Boxer
- 2007 – Do It Again
- 2007 – The Salmon Dance (feat. Fatlip)
- 2008 – Midnight Madness
- 2010 – Swoon
- 2010 – Another World
- 2010 – Escape Velocity
- 2011 – Container Park
- 2015 – Sometimes I Feel So Deserted
- 2015 – Go
- 2015 – Under Neon Lights (feat. St. Vincent)
- 2016 – C-H-E-M-I-C-A-L
- 2018 – Free Yourself
- 2019 – MAH
- 2019 – Got to Keep On
- 2019 – We've Got to Try
- 2021 – The Darkness That You Fear
- 2023 – No Reason

### EP
- 1996 – Loops of Fury EP #13 UK
- 2002 – American EP (solo negli Stati Uniti)
- 2005 – Live 05

### Apparizioni in compilation
- 1999 – Woodstock 1999

## Colonne sonore
- Hanna, regia di Joe Wright (2011)
- Codice criminale (Trespass Against Us), regia di Adam Smith (2016)

Solo Tom Rowlands
- M - Il figlio del secolo, regia di Joe Wright – miniserie TV (2025)